# Geschäftshaus Außer der Schleifmühle 17
Das Geschäftshaus Außer der Schleifmühle 17 befindet sich in Bremen, Stadtteil Mitte, Ortsteil Ostertor, Außer der Schleifmühle 17 / Am Dobben 147A. Das Haus entstand 1900 nach Plänen von Heinrich Wilhelm Behrens. 
Als Eisschrank- und Badeapparatefabrik Laudel steht es seit 1980 unter Bremer Denkmalschutz.

## Geschichte
Das viergeschossige, dreiachsige, sehr tiefe Wohn- und Geschäftshaus wurde 1900 für den Fabrikanten R. Laudel als Eisschrank- und Badeapparatefabrik im Jugendstil der Jahrhundertwende gebaut. Die Fassade hat eine reiche Jugendstildekoration. Unten befand sich der Laden und die Werkstatt, darüber Büros und Wohnungen.
Heute (2018) wird das Haus für ein Sanitätshaus für Orthopädie, Büros und Wohnungen genutzt.
Andere Jugendstilhäuser in Bremen:
- Villa Vollmer 1901 nach Plänen von Carl Vollmer
- Ensemble Wiener Hof, Weberstraße 7 bis 23. um 1900 nach Plänen vom Rauschenberg und Müller
- Außer der Schleifmühle 27 1906  nach Plänen von Heinrich Behrens
- Villa Ahlers von 1904 nach Plänen von Eduard Gildemeister